# کارلو گالیمبرتی
کارلو گالیمبرتی (ایتالیایی: Carlo Galimberti; ۲ اوت ۱۸۹۴ – ۱۰ اوت ۱۹۳۹) وزنه‌بردار اهل ایتالیا بود.
وی در مسابقات کشوری و بین‌المللی در مجموع برندهٔ ۱ مدال طلا، ۲ مدال نقره شده‌است.